# Empidideicus rhinoclypeatus
Empidideicus rhinoclypeatus är en tvåvingeart som beskrevs av Neal L. Evenhuis 2007. Empidideicus rhinoclypeatus ingår i släktet Empidideicus och familjen svävflugor.
Artens utbredningsområde är Madagaskar. Inga underarter finns listade i Catalogue of Life.